# Trichoderma longipilis
Trichoderma longipilis är en svampart som beskrevs av Bissett 1992. Trichoderma longipilis ingår i släktet Trichoderma och familjen Hypocreaceae.   Inga underarter finns listade i Catalogue of Life.